# GP2 abu-dzabi nagydíj
A GP2 abu-dzabi nagydíj 2010 óta kerül megrendezésre, minden eddigi futamot a Yas Marina Circuit versenypályán rendeztek meg. 2011-ben bár rendeztek futamot a pályán, de nem volt a versenynaptár része.

## Időmérőedzés nyertesek
| Év   | Pilóta            | Csapat               | Idő      | Körszám | Összefoglaló                  |
| ---- | ----------------- | -------------------- | -------- | ------- | ----------------------------- |
| 2010 | Oliver Turvey     | iSport International | 1:48,559 | 13      | 2010-es GP2 abu-dzabi nagydíj |
| 2011 | Fabio Leimer      | Racing Engineering   | 1:49,363 | 11      | 2011-es GP2 abu-dzabi nagydíj |
| 2013 | Alexander Rossi   | EQ8 Caterham Racing  | 1:48,931 | 11      | 2013-as GP2 abu-dzabi nagydíj |
| 2014 | Stoffel Vandoorne | ART Grand Prix       | 1:48,008 | 11      | 2014-es GP2 abu-dzabi nagydíj |
| 2015 | Pierre Gasly      | DAMS                 | 1:47,769 | 10      | 2015-ös GP2 abu-dzabi nagydíj |
| 2016 | Pierre Gasly      | Prema Racing         | 1:47,476 | 8       | 2016-os GP2 abu-dzabi nagydíj |

Notes
1. ↑  A bajnokságtól független futam.
2. ↑  Marcus Ericsson érte el a leggyorsabb kört az időmérő edzésen, de megbüntették pályaelhagyás miatt.[1]

## Nyertesek
| Év   | Főverseny nyertese | Nyertes csapat      | Sprintverseny nyertese | Nyertes csapat       |
| ---- | ------------------ | ------------------- | ---------------------- | -------------------- |
| 2010 | Sergio Pérez       | Barwa Addax Team    | Davide Valsecchi       | iSport International |
| 2011 | Fabio Leimer       | Racing Engineering  | James Calado           | ART Grand Prix       |
| 2013 | Alexander Rossi    | EQ8 Caterham Racing | James Calado           | ART Grand Prix       |
| 2014 | Stoffel Vandoorne  | ART Grand Prix      | Stefano Coletti        | Racing Engineering   |
| 2015 | Stoffel Vandoorne  | ART Grand Prix      | Törölve                | Törölve              |
| 2016 | Pierre Gasly       | Prema Racing        | Alex Lynn              | DAMS                 |

Notes
1. ↑  A bajnokságtól független futam.

## Leggyorsabb körök
| Év   | Év            | Pilóta               | Csapat                | Időeredmény |
| ---- | ------------- | -------------------- | --------------------- | ----------- |
| 2010 | Főverseny     | Sergio Pérez         | Barwa Addx Team       | 1:50,749    |
| 2010 | Sprintverseny | Giedo van der Gardea | Barwa Addx Team       | 1:50,110    |
| 2011 | Főverseny     | Fabio Leimer         | Racing Engineering    | 1:51,493    |
| 2011 | Sprintverseny | Luiz Razia           | Caterham Team AirAsia | 1:51,551    |
| 2013 | Főverseny     | Jolyon Palmer        | Carlin                | 1:52,873    |
| 2013 | Sprintverseny | Stéphane Richelmib   | Racing Engineering    | 1:51,817    |
| 2014 | Főverseny     | Jolyon Palmer        | DAMS                  | 1:51,185    |
| 2014 | Sprintverseny | Stoffel Vandoorne    | ART Grand Prix        | 1:52,088    |
| 2015 | Főverseny     | Nathanaël Berthon    | Daiko Team Lazarus    | 1:51,866    |
| 2015 | Sprintverseny | Törölve              | Törölve               | Törölve     |
| 2016 | Főverseny     | Macusita Nobuharu    | ART Grand Prix        | 1:51,175    |
| 2016 | Sprintverseny | Luca Ghiottoc        | Trident               | 1:52,646    |

Megjegyzések:
- a: A pontot Luiz Razia (brazil, Rapax) kapta.
- b: A pontot Dani Clos (spanyol, MP Motorsport) kapta.
- c: A pontot Szergej Szirotkin (orosz, ART Grand Prix) kapta.

## Debütáló pilóták
| Év   | Pilóta          | Csapat              |
| ---- | --------------- | ------------------- |
| 2010 | Federico Leo    | Trident Racing      |
| 2010 | James Jakes     | Scuderia Coloni     |
| 2014 | Nicholas Latifi | Hilmer Motorsport   |
| 2016 | Emil Bernstorff | Arden International |
| 2016 | Louis Delétraz  | Carlin              |

A 2011-es, bajnokságba be nem számító futam résztvevőit nem tüntettük fel.